# مارگاریتا گراسیموا
مارگاریتا گراسیموا (بلغاری: Маргарита Герасимова؛ زادهٔ ۶ ژانویهٔ ۱۹۵۱) بازیکن والیبال است.